# دائرة زريبة الوادي
دائرة زريبة الوادي هي إحدى دوائر ولاية بسكرة الجزائرية.